# Крнино
Крнино (мкд. Крнино) насеље је у Северној Македонији, у средишњем државе. Крњино припада општини Чашка.

## Географија
Крнино је смештено у средишњем делу Северне Македоније. Од најближег већег града, Велеса, насеље је удаљено 35 km јужно.
Насеље Крнино се налази у историјској области Клепа. Насеље је смештено на западним падинама планине Клепа. Надморска висина насеља је приближно 770 метара.
Месна клима је планинска због знатне надморске висине.

## Становништво
Крнино је према последњем попису из 2002. године имало 3 становника.
Према истом попису претежно становништво у насељу су етнички Македонци (100%).
Већинска вероисповест је православље.